# 거창 신씨
거창 신씨(居昌慎氏)는 경상남도 거창군을 본관으로 하는 한국의 성씨이다.

## 역사
시조(始祖) 신수(慎修)는 송나라 개봉부(開封府) 출신 진사(進士)로서 고려에 귀화하여 1075년(문종 29) 시어사(侍御史)가 되었고, 숙종 때 수사공(守司空) 우복야(右僕射) 참지정사(參知政事)를 역임하였으며, 1101년 사망하자 공헌(恭獻)의 시호를 받았다. 신수의 아들 신안지(慎安之)는 병부상서(兵部尙書)를 역임하였다.
7세손 신집평(慎執平)이 대장군(大將軍)을 거쳐 1258년(고종 45) 동북면병마사(東北面兵馬使)로서 몽골에 항전하였다. 무리한 청야전술에 대해 반감을 품은 조휘와 탁청의 반란으로 사망한다. 이들 반란군은 몽골에 투항하면 철령 이북의 땅을 몽골에 바치고, 이지역은 쌍성총관부로 선포된다. (쌍성총관부는 조선을 개국하는 이성계 일가의 토대가 되며, 조휘의 후손들은 조선 개국 충신이 됨.)
조선시대 조선조에 들어와서 왕비 2명, 영의정 3명, 대과 급제자 34명, 관찰사 8명, 판서 16명, 문과 급제자 35명을 배출하였다. 15세손 신승선(慎丞善)은 세종의 넷째 아들인 임영대군(臨瀛大君)의 사위이자 연산군 정비 폐비 신씨의 아버지로서 영의정에 오르고 거창부원군(居昌府院君)에 봉군되었다. 신승선의 아들인 신수근(慎守勤)의 딸도 중종비 단경왕후(端敬王后)가 되어 신수근은 좌의정에 오르고 익창부원군(益昌府院君)에 봉해졌다. 17세손 신희복(慎希復)이 명종 때 우참찬에 오르고, 18세손 신거관(慎居寬)은 호조판서를 역임하였다.
영조 때 신이의(慎爾儀)가 세자시강원시직(世子侍講院侍直)에 제수되었으며, 신후담(慎後聃)은 실학자로서 《서학변(西學辨)》을 저술했다.
정조는 영조 시절 이인좌의 난 (무신란 혹은 영남란)을 함께 일으킨 정희량(鄭希亮)의 거창 관야 찬탈에 맞서 싸우다 죽은 당시 향리였던 다섯명의 충신(신극종(慎克終), 신석현(慎錫顯), 신덕현(慎德顯), 신치근(慎致勤), 신광세(慎光世))을 기리는 사당인 거창 창충사를 건립하기도 하였다. (이 무신란으로 인해서 영남지역은 조선 말기까지 약 180년동안 사실상 암흑기로 돌입함.)

## 분파
13세 신이충(慎以衷)의 아들 3형제인 14세손에서 크게 3파로 갈라지고, 15세손에서 10종파로 나뉜다.
- 14세 신기(慎幾) → 참판공파(參判公派)
  - 15세 신선갑 → 감사공파(監司公派)
  - 15세 신후갑 → 참의공파(參議公派)
  - 15세 신선경 → 동추공파(同樞公派)
  - 15세 신후경 → 통례공파(統禮公派)
- 14세 신언(慎言) → 서령공파(署令公派)
  - 15세 신맹종 → 곽산공파(郭山公派)
  - 15세 신중종 → 거헌공파(居軒公派)
  - 15세 신성종 → 현령공파(縣令公派)
- 14세 신전(慎詮) → 양간공파(襄簡公派)
  - 15세 신승명 → 참판공파(參判公派)
  - 15세 신승복 → 대사헌공파(大司憲公派)
  - 15세 신승선 → 장성공파(章成公派)

## 조선 왕실과의 인척 관계
- 덕종(세조의 장남)의 후궁 숙의 신씨
- 연산군의 정비 폐비 신씨
- 중종의 정비 단경왕후
- 명종의 후궁 귀인 신씨
- 해안군의 계비 군부인 거창신씨
- 임영대군의 사위 신승선

## 항렬자
| 26세   | 27세     | 28세   | 29세   | 30세     | 31세     | 32세   | 33세     | 34세   | 35세     | 36세     | 37세   | 38세     | 39세   | 40세     | 41세   | 42세     | 43세   | 44세     | 45세   | 46세     | 47세   | 48세     | 49세   |
| ------ | -------- | ------ | ------ | -------- | -------- | ------ | -------- | ------ | -------- | -------- | ------ | -------- | ------ | -------- | ------ | -------- | ------ | -------- | ------ | -------- | ------ | -------- | ------ |
| 필(必) | 口구(九) | 병(炳) | 종(宗) | 口성(珹) | 口범(範) | 용(鏞) | 口재(縡) | 중(重) | 口규(揆) | 口택(澤) | 상(相) | 口환(煥) | 기(基) | 口호(鎬) | 영(泳) | 口근(根) | 연(然) | 口규(圭) | 현(鉉) | 口원(源) | 동(東) | 口영(榮) | 재(載) |

## 인구
- 2000년 43,890명
- 2015년 51,153명